# زیرتیره
زیرتیره یا زیرخانواده (به انگلیسی: Subfamily) در علم زیست‌شناسی یک رتبه آرایه‌شناختی میانی در آرایه‌شناسی موجودات زنده است. این رتبه پایین‌تر از تیره و بالاتر از طبقه سرده (جنس) قرار می‌گیرد. بر اساس قوانین جهانی نام‌گذاری برای جلبک‌ها، قارچ‌ها و گیاهان نام‌های گیاه‌شناسی زیرتیره‌ها، با پسوند "-oideae" و نام‌های جانورشناسی بر اساس قوانین جهانی نام‌گذاری جانوران با "-inae" به پایان می‌رسند.
- در نام فارسی جانوران، برای زیرتیره‌ها پسوند «یان» به کار می‌رود.